# Terremoto de San Juan de 1894
El terremoto de San Juan de 1894 o simplemente conocido como el terremoto de 1894 fue el mayor movimiento sísmico de la historia argentina con una magnitud 7,5 en la escala de Richter que ocurrió en la provincia de San Juan (luego se extendió a otras provincias como La Rioja), el 27 de octubre de 1894, a las 19:30 (UTC-3)

## Características
Fue el terremoto con registro 2.º fuerte en Argentina, con una magnitud de 7,5 en la escala sismológica de magnitud de momento. Su epicentro se localizó en el noroeste de la provincia de San Juan, aproximadamente a 29°48′S 69°00′O / -29.800, -69.000, y una profundidad de 30 km.
El terremoto fue sentido con un grado IX en la escala de Mercalli. Causó gravísimos daños y víctimas en la provincia de San Juan, así como en La Rioja, y menores daños en Catamarca, Córdoba, San Luis, Mendoza, y hasta a más de 500 km del epicentro.

## En La Rioja

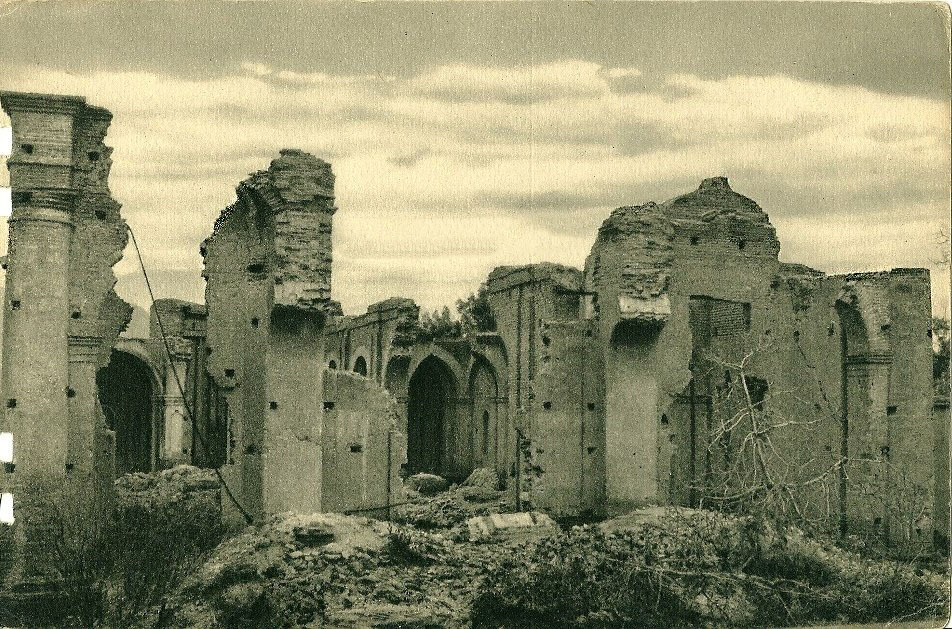
La catedral de La Rioja (que se encuentra en la Plaza 25 de Mayo) totalmente destruida tras el sismo

Por esos años la capital de La Rioja contaba con unos 14.000 habitantes y las casas de los riojanos mayormente estaban hechas de adobes y cantos, luego de dicho terremoto la mayoría de las casas quedarían destruidas donde era imposible salir si los ciudadanos permanecían adentro de sus casas.
Durante esa época, desde 1892, en la provincia gobernaba Guillermo San Román del Partido Autonomista Nacional
El polvo que levantó del suelo el terremoto de San Juan era tan masivo que ya ni se podía ver la luz del sol, La mayoría de las casas estaban totalmente destruidas y casi todos los edificios públicos fueron afectados por el sismo. De las catedrales de La Rioja, la de Santo Domingo fue la única que resistió el temblor sin que prácticamente se hubieran producido en ella averías de importancia, a excepción del campanario que se derrumbó en partes. La basílica de San Nicolás de Bari, ubicada frente a la plaza principal quedó parcialmente destruida y hubo que apuntalar sus paredes, posteriormente construida en 1910 e inaugurada en 1912.

## Consecuencias del terremoto
Como consecuencia directa hubo 52 muertos en San Juan; 9 en Mogna, 7 en Rodeo, 8 en Las Flores, 6 en Iglesia y 2 en Huaco. En la ciudad de San Juan murieron solamente 12 personas, en Albardón 4, en Angaco 1, en Jáchal 4, y en la ciudad de La Rioja 8
En la ciudad de San Juan la Catedral sufrió la rotura del campanario izquierdo y la abertura de la bóveda, y el reloj público, que funcionaba desde 1824, se detuvo por primera vez. Los templos de Santo Domingo, San Agustín, Dolores y San Pantaleón sufrieron serios desperfectos. Muchas casas quedaron en ruinas, así como edificios públicos, tales como la Casa de Gobierno, el antiguo edificio de la Legislatura Provincial, el Mercado Público y la Biblioteca Franklin.